# Susur Lee
Susur Lee es un chef conocido residente en Toronto, Ontario, Canadá. 

## Carrera culinaria
Susur nació en Hong Kong, el más pequeño de seis hermanos. Comenzó su aprendizaje culinario en el Peninsula Hotel. Emigró a Canadá en 1978 y conoció y se casó con su primera mujer, Marilou Covey, ese mismo año. En 1983 Susur y Marilou habían decidido mudarse a Hong Kong, pero Marilou murió como pasajera a bordo Vuelo de Líneas de Aire coreano 007 destruido jet soviético. Susur se volvió a casar (Brenda Bent) en 1991, con quien tiene tres niños: Kai, Levi, y Jet.
Susur trabajó por su cuenta como chef ejecutivo en varios restaurantes y se convirtió finalmente en empresario. Su estilo culinario ecléctico se describe como cocina de fusión. Es especialmente conocido por "Singapur Slaw", su ensalada Lo Hei, tradicionalmente comida durante el Año Nuevo chino.
Susur fue finalista en la segunda temporada del programa de Bravo TV Top Chef: Masters, quedando justo por detrás del ganador Marcus Samuelsson. Ha aparecido en numerosos programas de televisión de cocina como invitado, y fue el segundo chef canadiense (después de Rob Feenie) en aparecer en Iron Chef America de la cadena Food Networks.
La carrera de Susur incluye ser un chef en numerosos establecimientos de Toronto, ser jurado en eventos culinarios, apariciones en numerosos programas de cocina y vinos y ser el propietario/gestor de restaurantes populares en Canadá, Estados Unidos y Singapur. Lotus, su primer restaurante, abrió en Toronto en 1987. En la actualidad posee y gestiona el Grupo de Restauración Susur Lee.

## Premios
Los premios de Susur incluyen los prestigiosos CAA Five Diamond Award, Cannes, Francia; la American Academy of Hospitality Services' 5 Diamond Award (siendo seleccionado como uno de los "Mejores Chefs del Mundo") y ser nominado como uno de los "Diez Chefs del Milenio" por Food & Wine. En 2017 recibió el "Canada's Best 100 Lifetime Achievement Award".

## Restaurantes actuales
- Lee, Toronto (dueño y chef), 2004 – presente
- Tung Lok Heen (anteriormente Chinois), Singapur (dueño y chef), 2010–presente
- Luckee, Toronto (dueño y chef), 2014–diciembre de 2018
- Lee Cocina, Toronto Pearson Aeropuerto Internacional, 2015–presente
- Kid Lee, Toronto (dueño y chef), 2018-presente

## Antiguas afiliaciones a restaurantes
- Fring Es, Toronto (copropietario con el músico Drake), 2015–2018
- Bent, Toronto (dueño y chef), 2012–2017
- Zentan at the Donovan House, Washington D. C. (dueño y chef), 2009–2013
- Shang, Nueva York (dueño y chef), 2008–2011
- Madeline's, Toronto (dueño y chef), 2008–2010
- Susur, Toronto (dueño y chef), 2000–2008
- Prague Fine Food Emporium, Toronto, 1998
- Ritz-Carlton, Singapur (chef consultor), 1997
- Kojis Kaizen, Montreal
- Hemispheres, Toronto (chef consultor)
- Oceans, 1990
- Lotus, Toronto (dueño y chef), 1987-1997
- La Bastille, Toronto (huésped chef), 1987
- Lela, Toronto (chef o ejecutivo chef)
- Peter Pan, Toronto (chef o ejecutivo chef)
- Le Trou Normand, Toronto
- Le Connaisseur, Toronto
- El Westbury Hotel, Toronto (cocinero)
- Peninsula Hotel, Hong Kong (aprendiz/commis)

## Libro
- ''Una Vida Culinaria", co-escrito con el chef canadiense Jacob Richler.[5] Publicado por Ten Speed Press.

## Apariciones en televisión
- Hierro Chef[6]
- Chopped Canadá - juez invitado
- Top Chef Canadá - juez invitado
- Top Chef - juez invitado
- Top Chef Masters - finalista (subcampeón)
- En la Mesa Con... - Biografía en Susur carrera
- East Meets West juez invitado
- Food Jammers - aparición invitada en el episodio "Global Dumpling"
- Iron Chef America chef enfrentado a Bobby Flay en "La batalla del bacon"
- Opening Soon - Lee Restaurante
- Restaurante Makeover - Dhaba Excelencia india
- Simply Ming - chef invitado en el episodio "Hoisin Sauce and Pizza Dough"
- This Is Daniel Cook
- Bizarre Foods America
- MasterChef Asia - juez invitado
- Wall of Chefs - juez

## Controversia
En 2007, el ministerio de trabajo canadiense investigó seis reclamaciones por sueldos impagados de empleados del restaurante de Susur Lee en King Street, Toronto, que también incluía quejas por exceso de horas de trabajo, no proporcionar a los empleados tiempo de descanso y otras violaciones de los derechos humanos y estándares de empleados.
En abril de 2017, el restaurante Fring en Toronto, copropiedad de Lee y del rapero Drake, tuvo suspendida durante una semana su licencia de venta de licores por la Comisión de Alcohol y Juego de Ontario. El establecimiento tuvo numerosas citaciones de violación del Control de Licores y Protección con el Fuego y Prevenciones, incluyendo masificación, promoción del "consumo desmesurado", y no haber publicado su licencia.
En agosto de 2017, antiguos empleados de los restaurantes de Lee en Toronto - Lee, Fring's y Bent - denunciaron prácticas ilegales en Ontario, como cobrar por bebidas derramadas, errores o cheques impagados mediante capturas de pantalla en una cuenta anónima de Twitter conocida por desvelar a otras personalidades de la escena culinaria de Toronto. Como resultado, representantes del chef comunicaron que esta práctica ya no tiene efectos. Además, se lanzó una petición para solicitar al chef y sus restaurantes que devolvieran el dinero. Tras 7.000 peticiones de clientes Lee y sus hijos, Kai Dobló-Lee y Levi Doblaron-Lee, quiénes ayudan para dirigir el negocio familiar, anunciaron que reembolsará todo el dinero retenido al personal actual y pasado.